# Halsbandstormvogel
De halsbandstormvogel (Pterodroma brevipes) is een vogel uit de familie van de stormvogels en pijlstormvogels (Procellariidae). Het is een kwetsbare zeevogelsoort in de Grote Oceaan.

## Kenmerken
De vogel is 30 cm lang. Het is een relatief kleine stormvogel met een variabel verenkleed. Het voorhoofd is wit en dit wit gaat geleidelijk over in bruingrijs en ook de wangen zijn bruingrijs. Van onder is de vogel soms bijna wit, maar er is een vorm met geheel donkergrijze borst en buik en een tussenvorm  die licht van onder is met een donkere halsband. Kenmerkend is de afwisseling van zwart en wit op de ondervleugel.

## Verspreiding en leefgebied
De halsbandstormvogel broedt voornamelijk in Fiji en Vanuatu op rotsachtige, dicht beboste hellingen in holen op 100 tot 500 m boven zeeniveau. Buiten de broedtijd verblijven de vogels boven volle zee in de Grote Oceaan en worden gezien tot bij de Galapagoseilanden. Deze soort telt twee ondersoorten:
- P. b. brevipes: Kadavu en Gau (Fiji) en Tanna (zuidelijk Vanuatu).
- P. b. magnificens: Vanua Lava (noordelijk Vanuatu).

## Status
De halsbandstormvogel heeft een beperkt broedgebied en daardoor is de kans op uitsterven aanwezig. De grootte van de populatie werd in 2016 door BirdLife International geschat op 670 tot 6700 volwassen individuen en de populatie-aantallen nemen afdoor habitatverlies en vangst door de plaatselijke bevolking. Ook vormt de invasieve soort, de Indische mangoeste (Herpestes javanicus auropunctatus) een bedreiging voor de broedvogels. Om deze redenen staat deze soort als kwetsbaar op de Rode Lijst van de IUCN.